# Opération aérienne

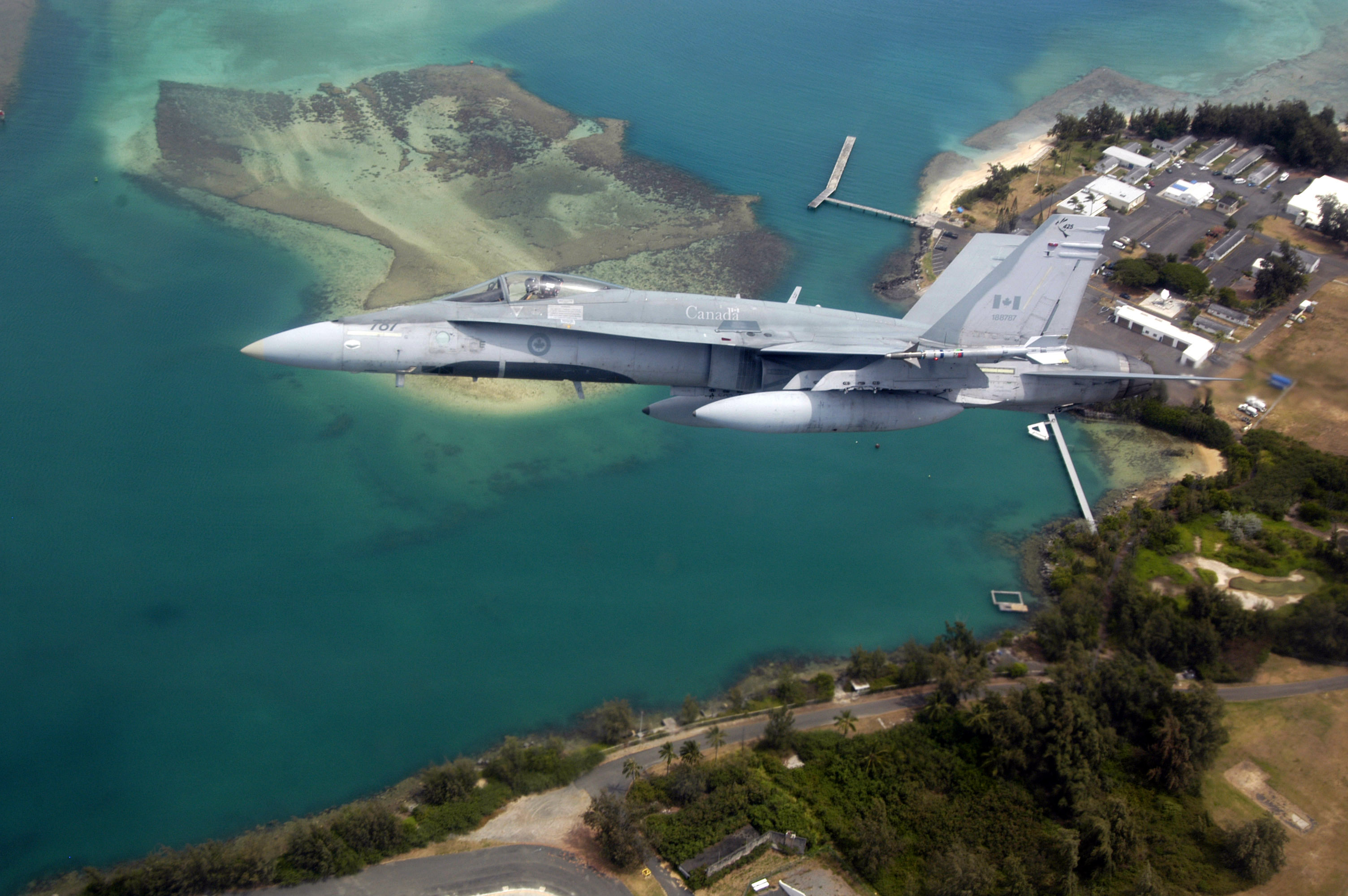
Avion canadien CF 18 en vol

Les opérations aériennes sont les opérations militaires menées par des moyens aériens. On distingue les « opérations aériennes tactiques » et les « opérations aériennes stratégiques.

## Opérations aériennes tactiques
- Counter Air : opposition aérienne

Ces opérations ont pour but d'acquérir la supériorité locale soit au-dessus du territoire ami (opérations défensives : actions air-air et sol-air) soit au-dessus du territoire ennemi (opérations offensives : actions air-air et air-sol).
- Close Air Support : appui aérien rapproché

Actions aériennes menées contre des objectifs proches de la ligne de contact (moins de 1 000 m).
- Air Interdiction : interdiction aérienne

Actions menées contre des objectifs dans la profondeur.  Elle comprennent également des opérations de harcèlement et de reconnaissance armée.  Dans ce dernier cas, il s'agit d'attaque d'objectifs d'opportunité précisés dans la mission des pilotes sous l'expression yardstick.  Exemple de yardstick : 3 chars ou plus.
- Tactical Air Reconnaissance : reconnaissance aérienne tactique

Recueil de renseignements à vue ou avec des matériaux spécifiques.
- Tactical Airlift : transport aérien tactique

opérations aéroportées : largage par parachutes, transport avec atterrissage d'assaut
aérotransport classique appelé parfois opérations aérotransportées

## Opérations aériennes stratégiques
Les opérations stratégiques ont généralement pour objectifs la destruction ou la paralysie de sites industriels.  Elles ont parfois aussi des objectifs psychologiques afin d'influencer le moral de l'ennemi (Coventry, Dresde) ou de l'amener à cesser le combat (Hiroshima, Nagasaki).